# Jiwari-bugyō

Les jiwari-bugyō (地割奉行, jiwari-bugyō) sont des fonctionnaires du shogunat Tokugawa de l'époque d'Edo au Japon. Ce titre du bakufu désigne un fonctionnaire responsable de la surveillance du territoire.

## Source de la traduction
- (en) Cet article est partiellement ou en totalité issu de l’article de Wikipédia en anglais intitulé « Jiwari-bugyō » (voir la liste des auteurs).